# وات تایلر
وات تایلر (به انگلیسی: Wat Tyler) رهبری شورش کشاورزان جنوب انگلستان بر ضد پادشاه وقت را بر عهده داشت. او به همراه یک گروه از شورشیان از کنتربری به طرف پایتخت راهپیمایی کرده و ضمن مخالفت با نهاد مالیات سرانه، خواستار اصلاحات اقتصادی و اجتماعی شدند. با وجود اینکه معترضان توانسته بودند به مختصر موفقیت‌هایی دست پیدا کنند، تایلر به دست افسران وفادار به ریچارد دوم در لندن کشته شد.